# Turvoli
Il Turvoli è un fiume della Sicilia centro-meridionale.
Si sviluppa nel territorio della provincia di Agrigento e ha origine dalle pendici di Monte Cammarata, nel territorio di Cammarata. Affluente del fiume Platani, il Turvoli attraversa i territori dei comuni di Alessandria della Rocca, San Biagio Platani e Sant’Angelo Muxaro.  